# 宜宾西站
宜宾西站是成贵客运专线上的车站，位于四川省宜宾市叙州区赵场街道金星村、建设村、长江村相关地段，邻近西环线，2019年6月15日随成贵客专线乐宜段开通。建成后，宜宾西站将使宜宾融入成都1.5小时经济圈。
宜宾西站建设过程中曾用名“宜宾东站”，后改为现名。渝昆高铁与成宜高速铁路宜宾东站则另行建设，并最终定名为宜宾站，宜宾东站这一站名最终用于原临港站。

## 车站设计
宜宾西站为侧式站房设计，车站建筑面积12000平方米，设计日发送旅客5000人次。车站站房主体为两层，设计灵感来自宜宾的水文化和酒文化。车站整体线条流畅，屋顶三片弧形构架象征了宜宾金沙江、岷江和长江三条主要河流；站房外立面立柱造型灵感来自酒樽，象征宜宾的酒文化。站内细节上，车站装饰纹饰采用了以水流为灵感的回字形纹路。
站房与站台间通过近进站天桥和出站地道相联系。地道、天桥与站台间有楼梯、自动扶梯和无障碍电梯进行沟通。宜宾西站设3个站台面7根股道，站台采用混凝土有站台柱雨棚。
宜宾西站外的站前广场设有城市交通枢纽和商业广场，布置有长途汽车客运站、旅游集散中心、公交总站、港湾式出租车站和地下停车场等。

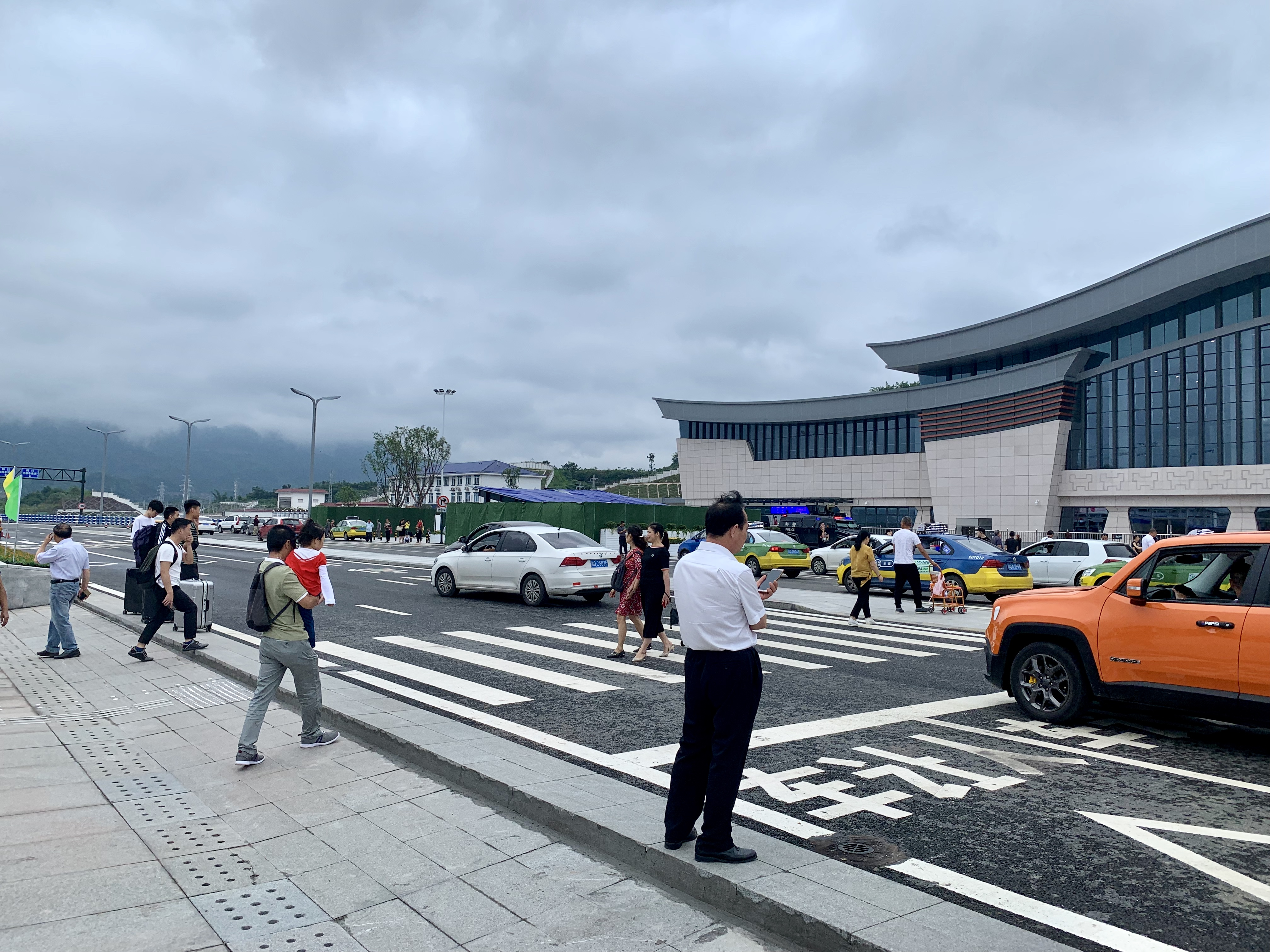
高架层送站通道
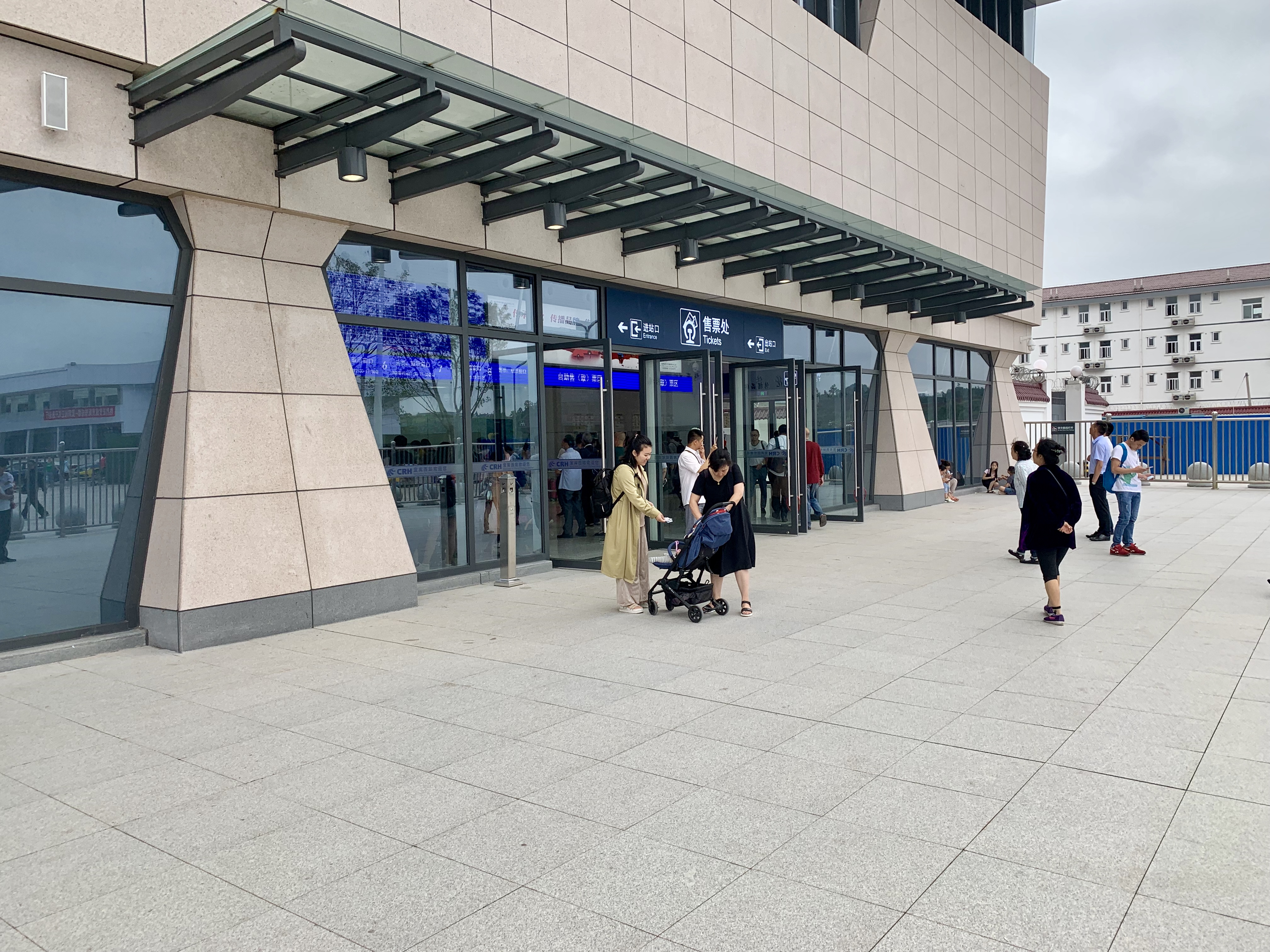
售票处
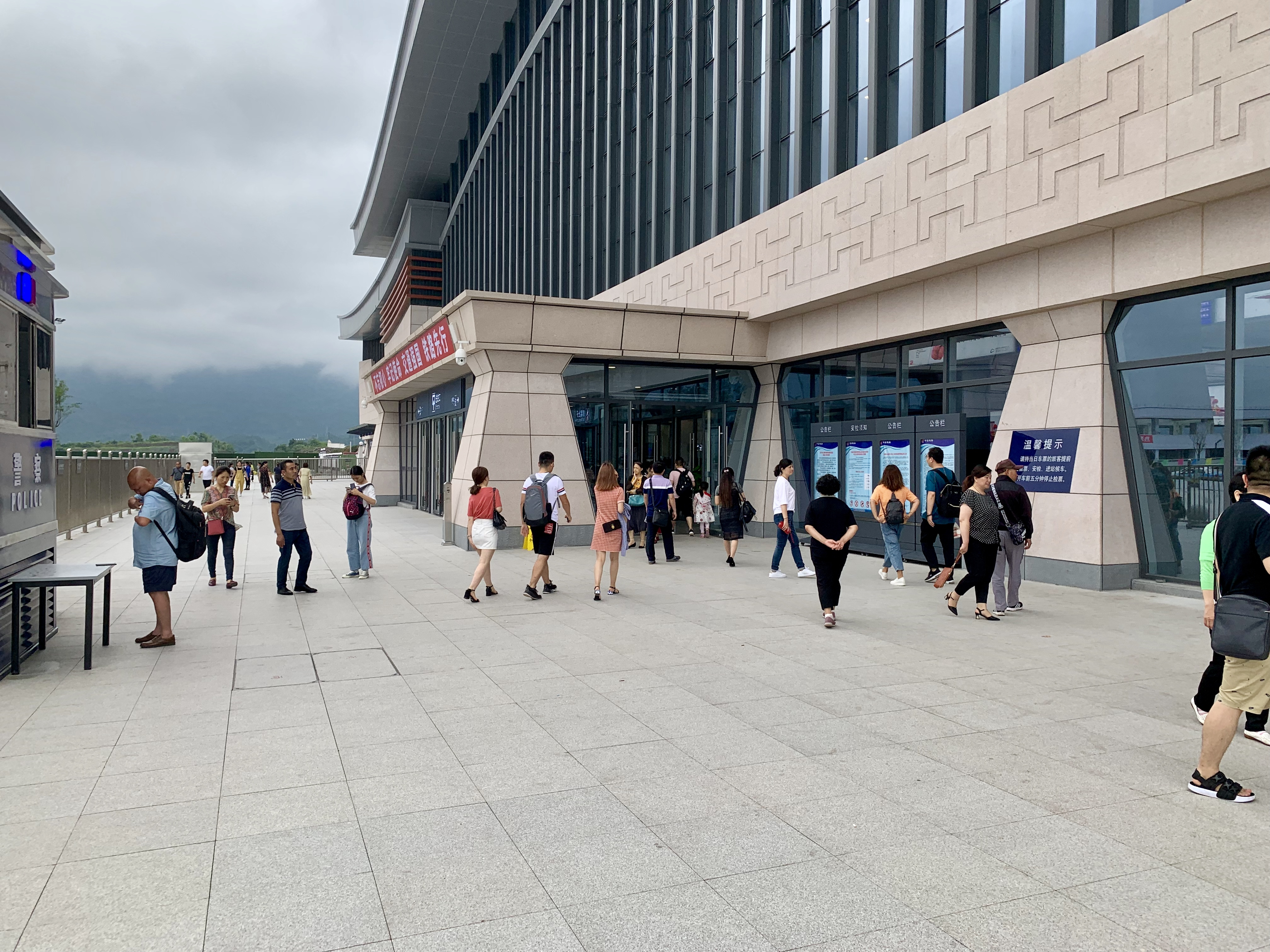
进站口
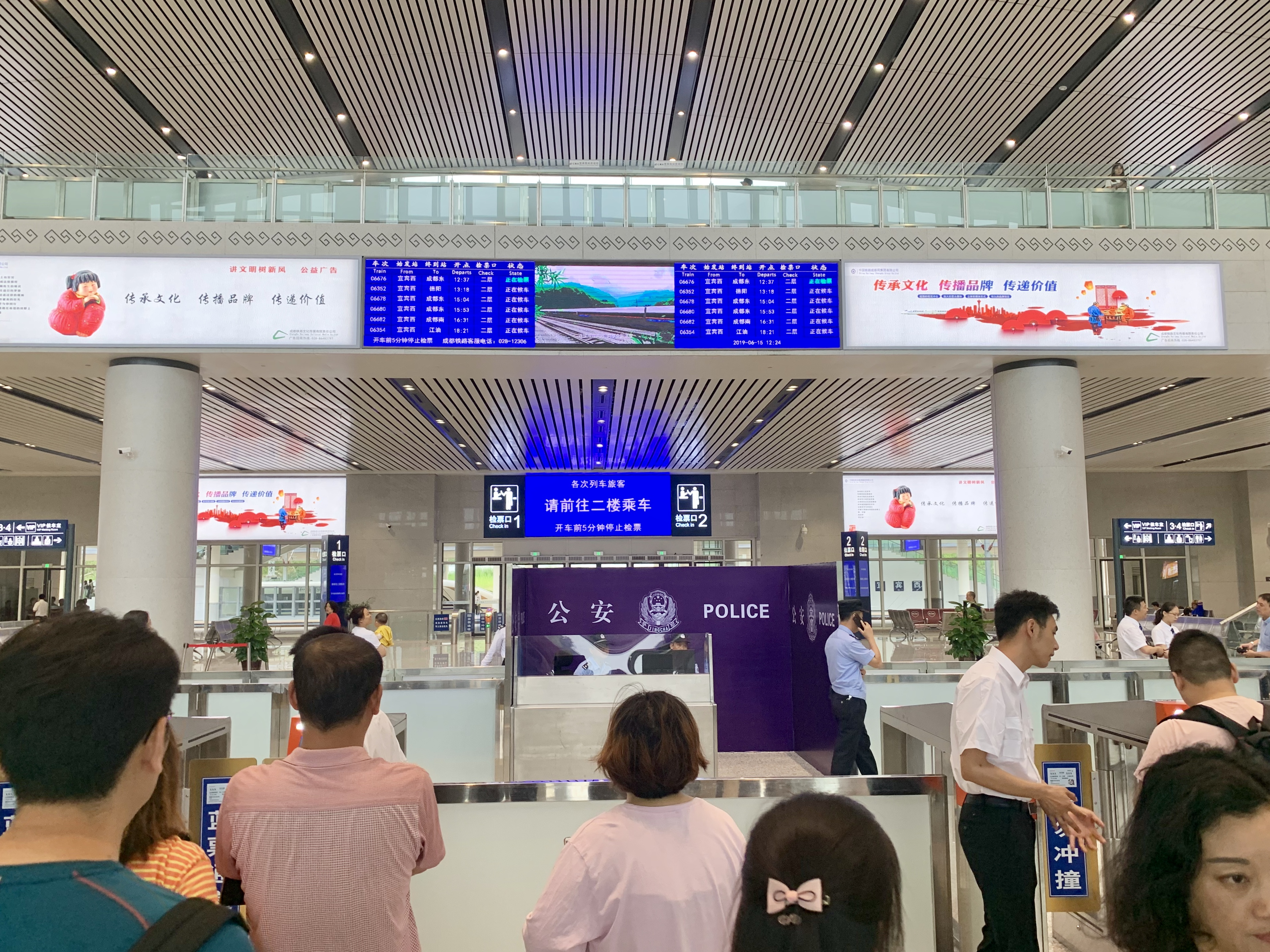
实名制核验通道与综合车次信息显示屏
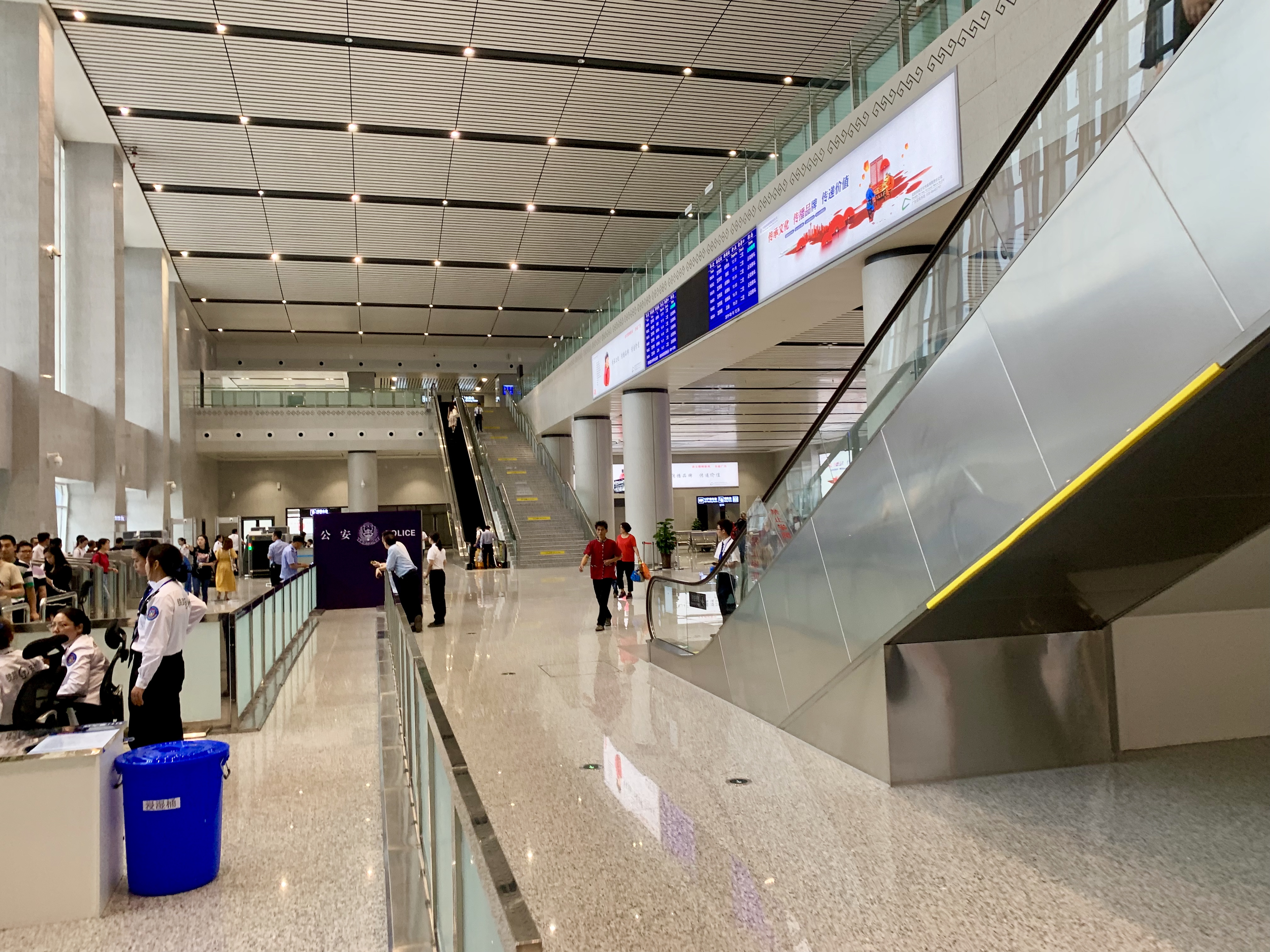
进站大厅
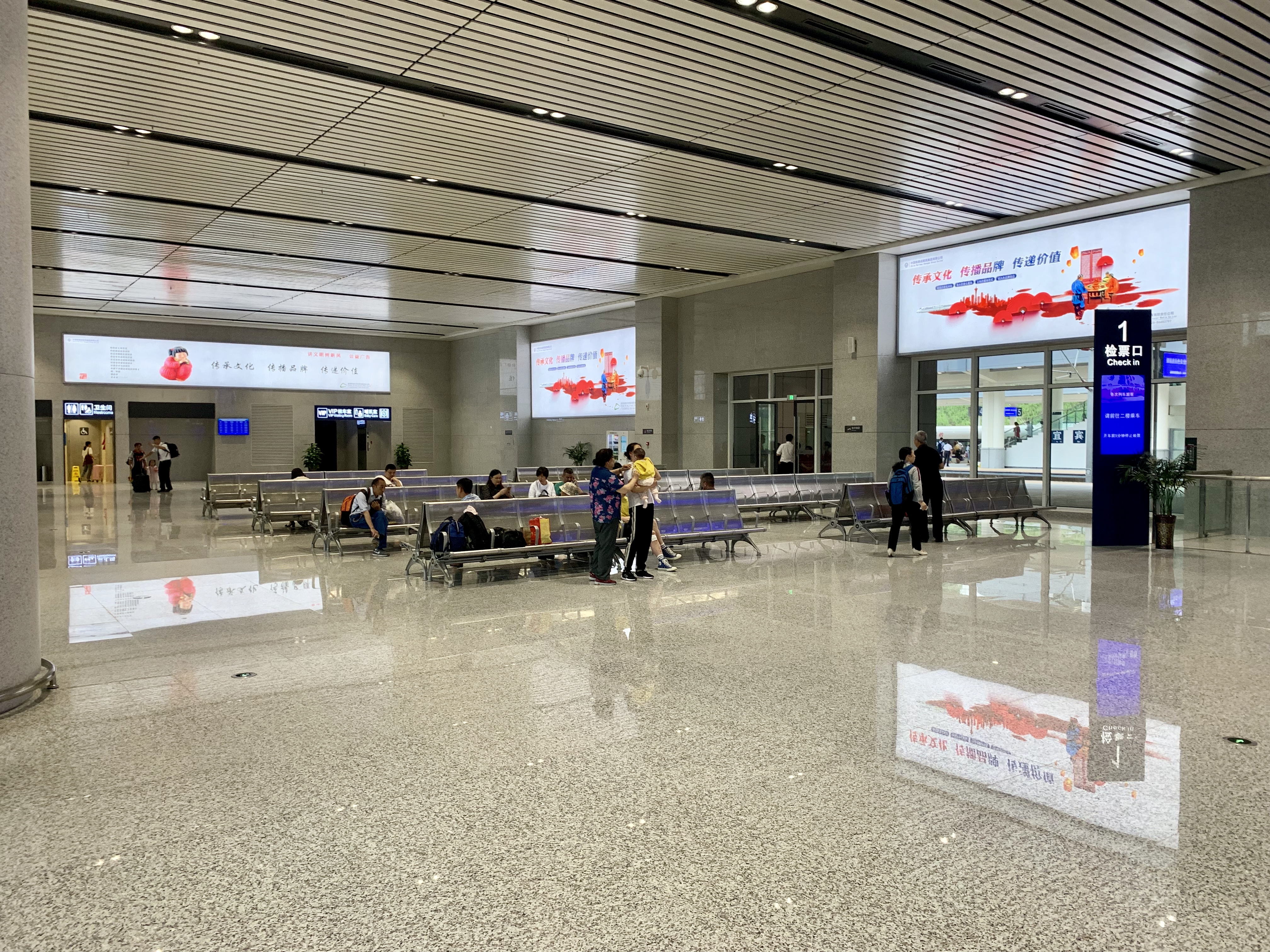
一层候车室
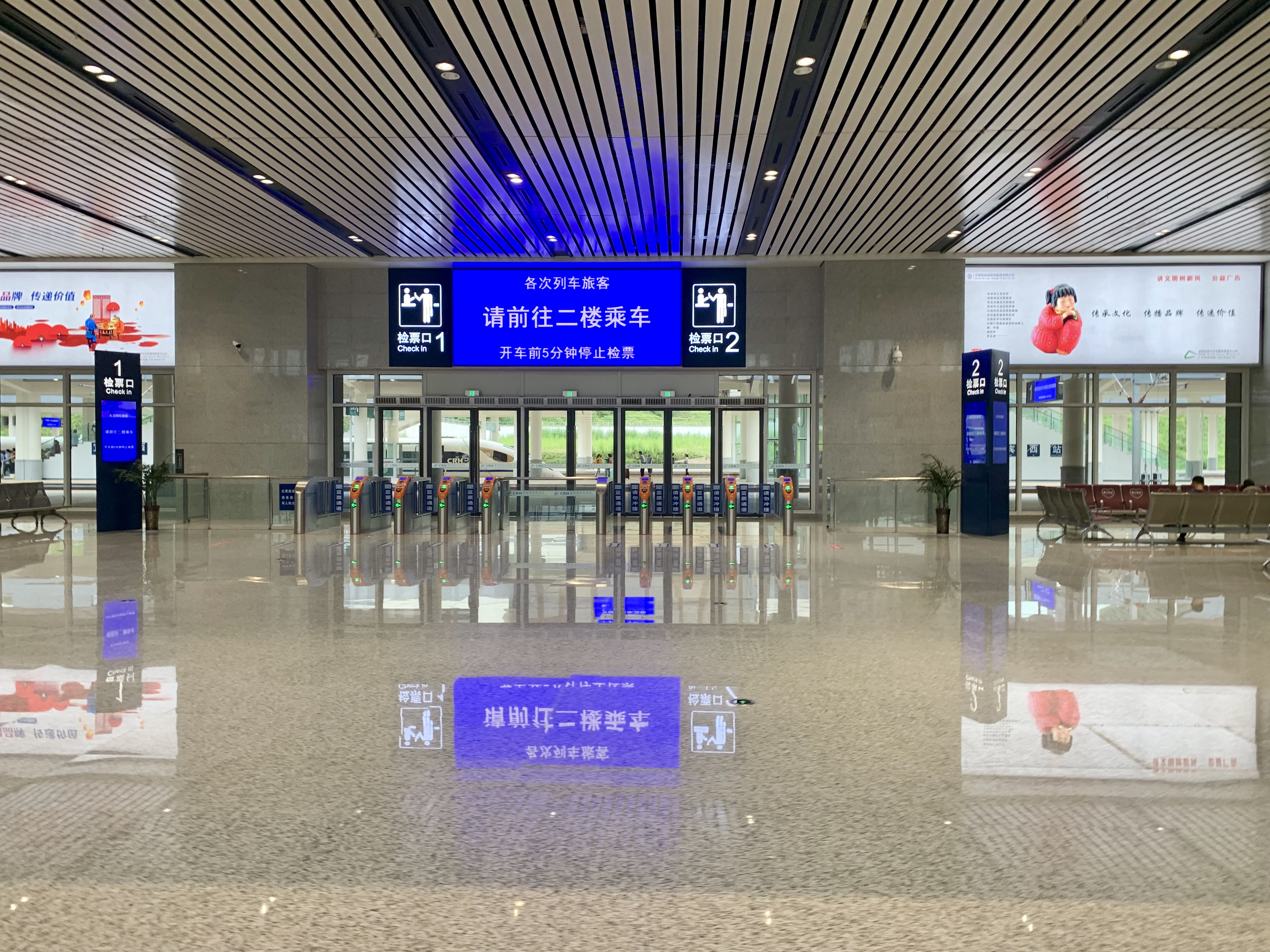
检票口1、2
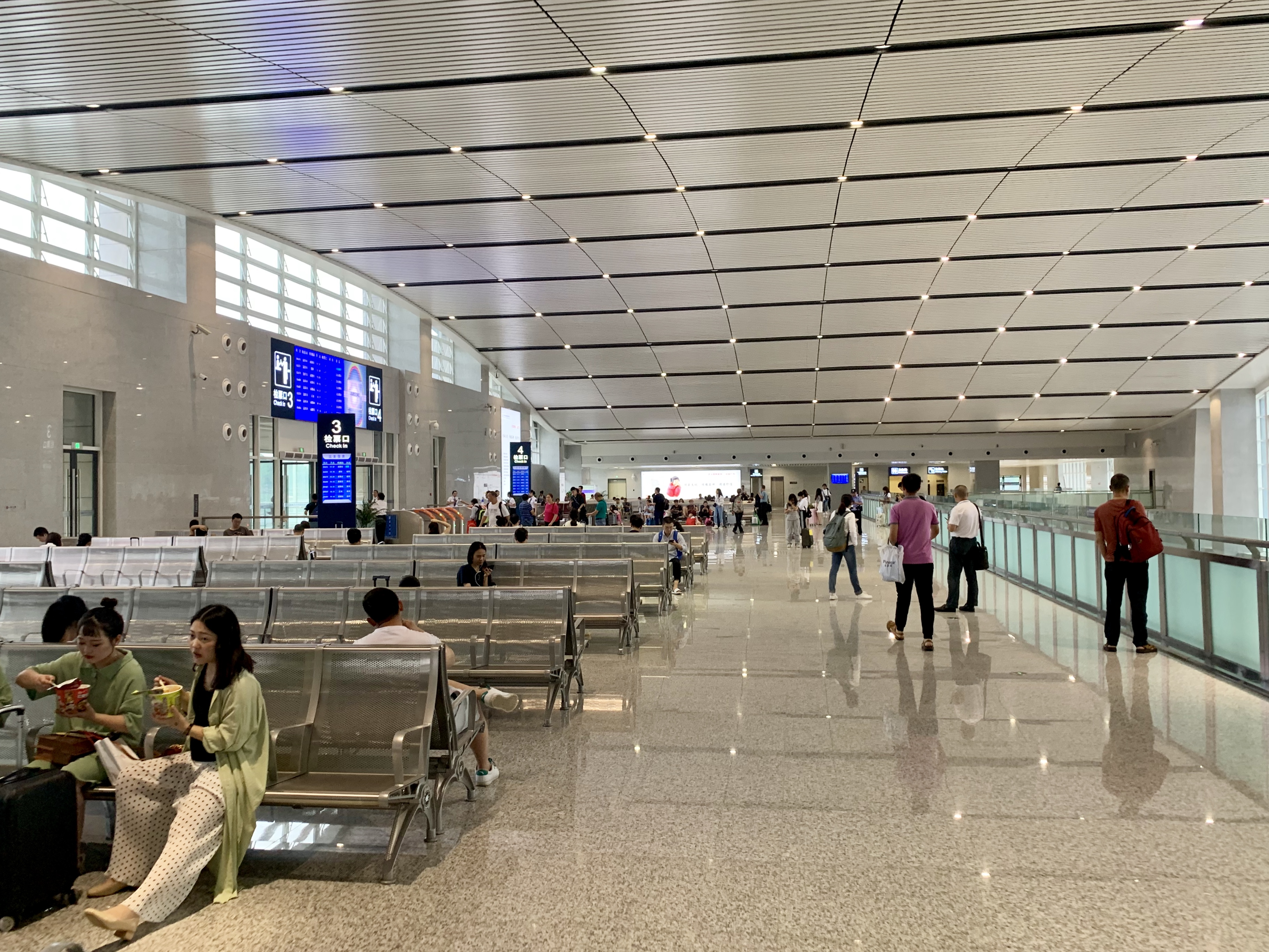
二层候车室
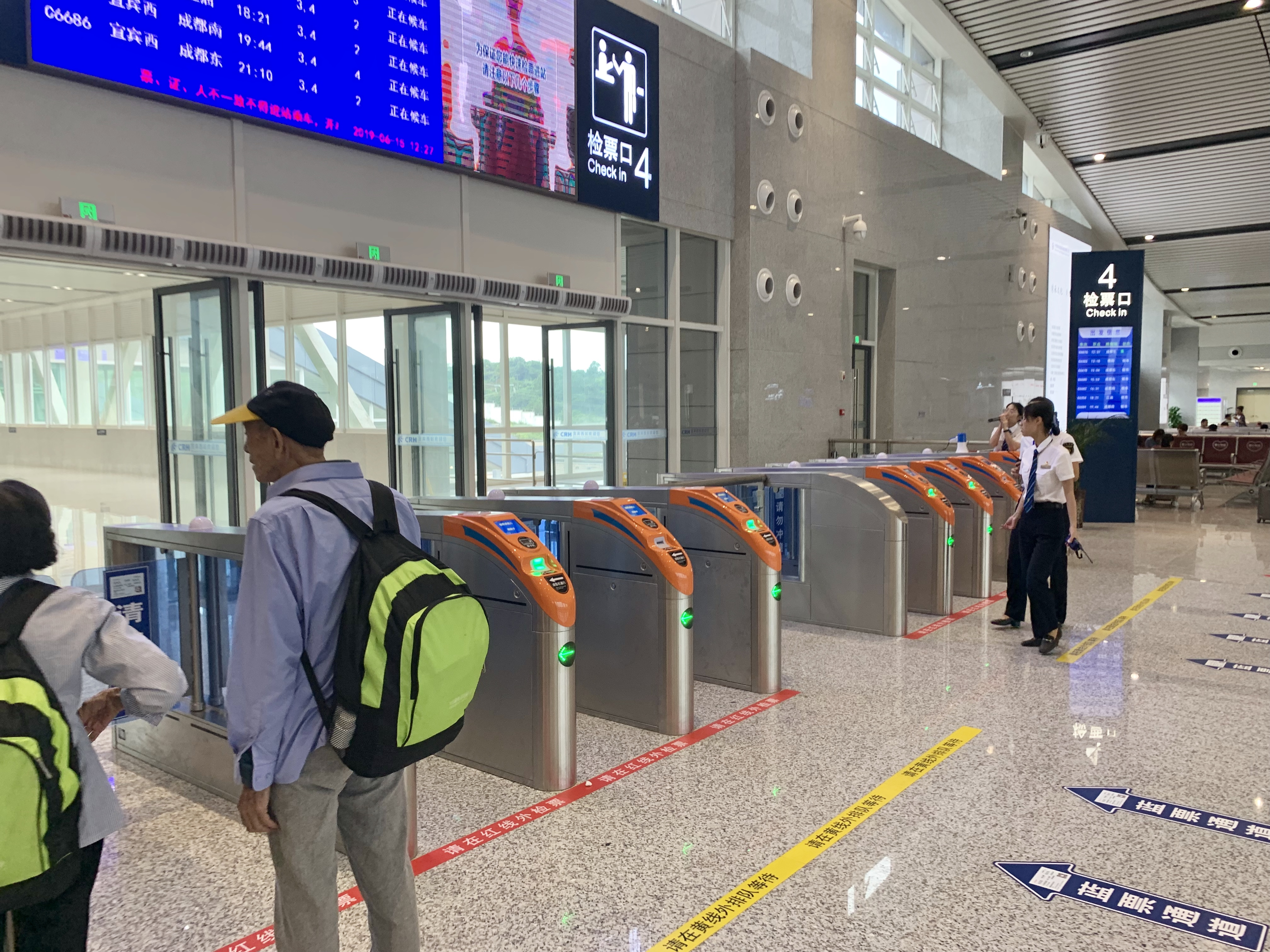
检票口3、4
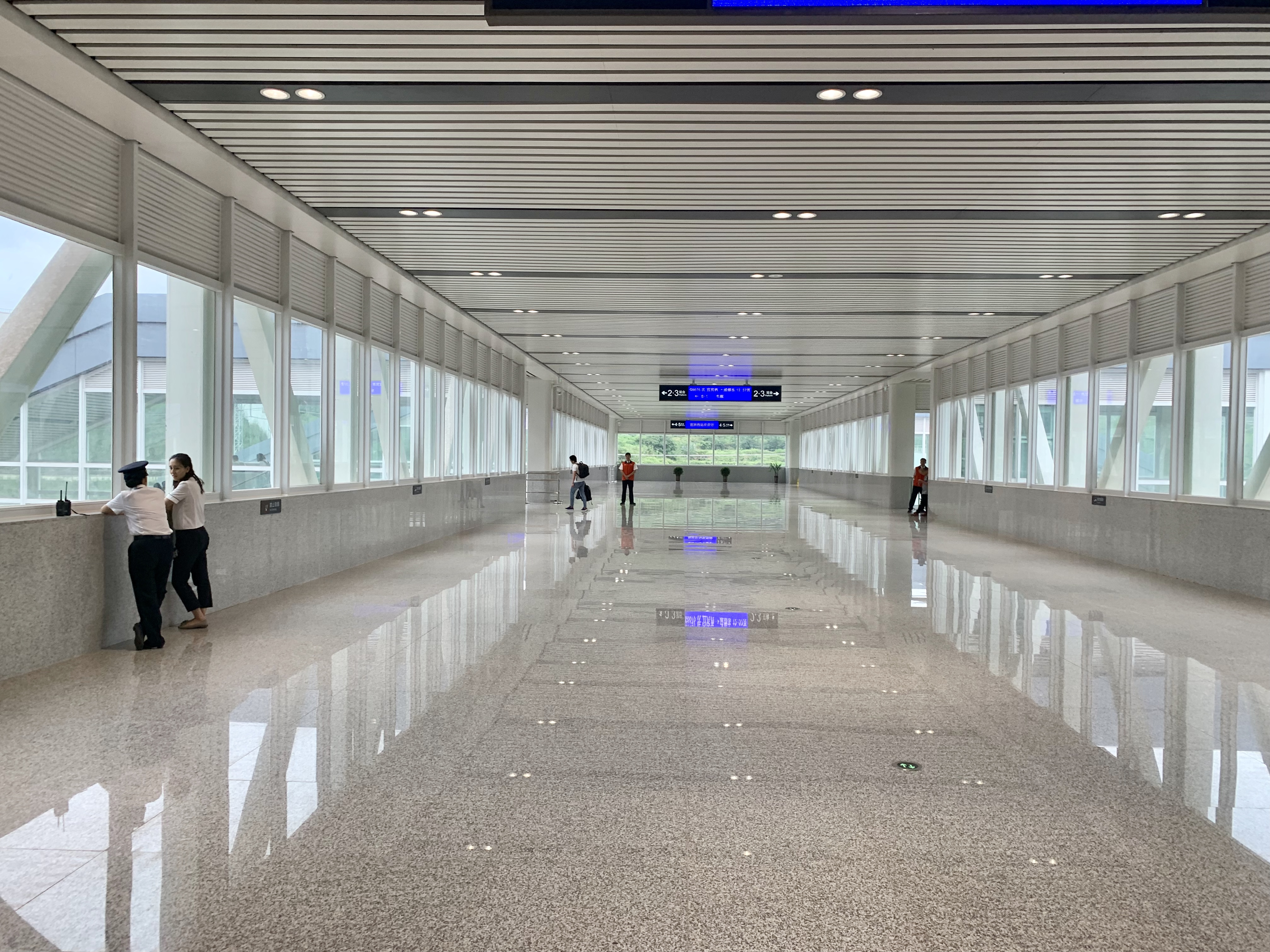
进站天桥
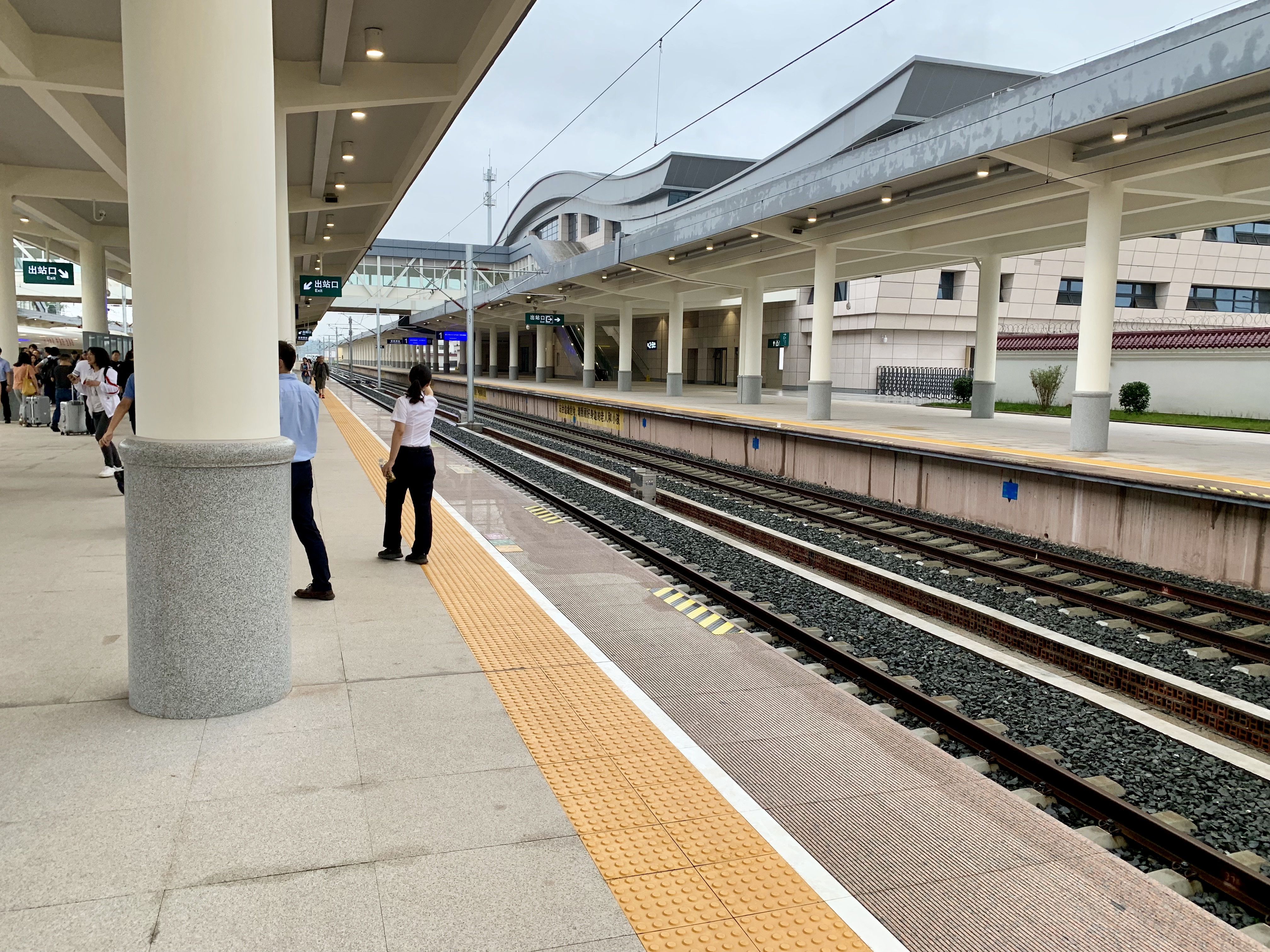
站台
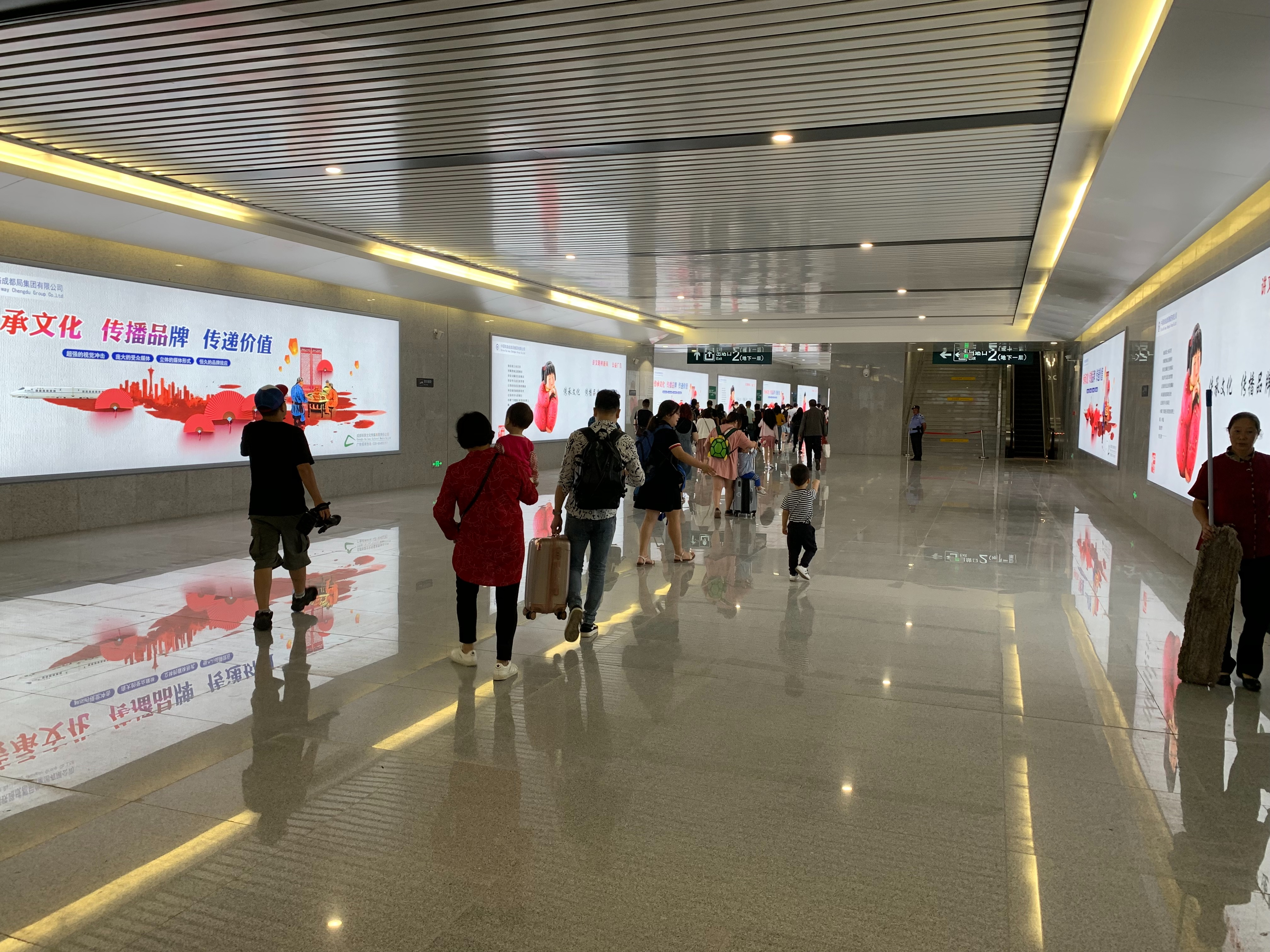
出站地道
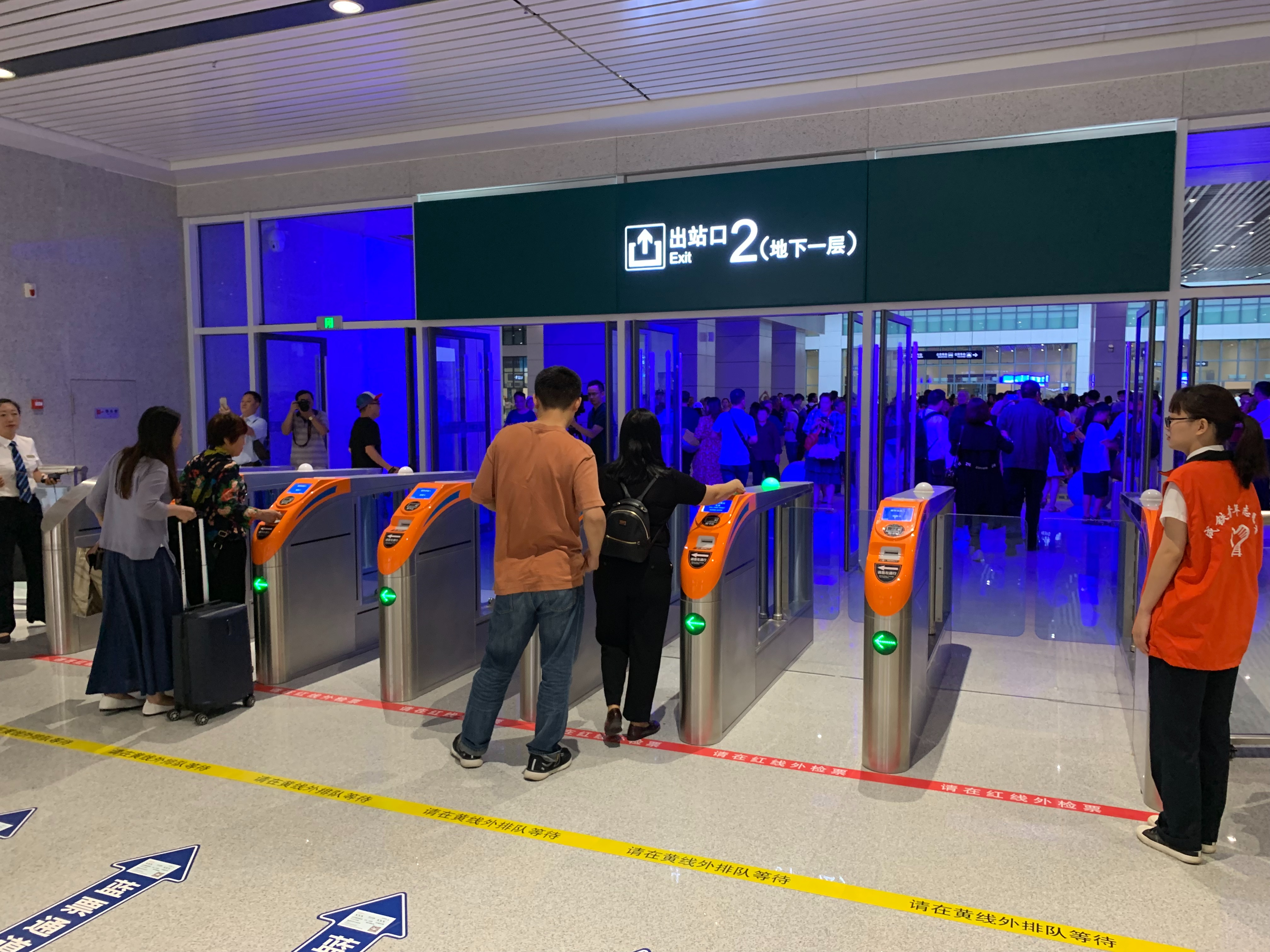
出站口
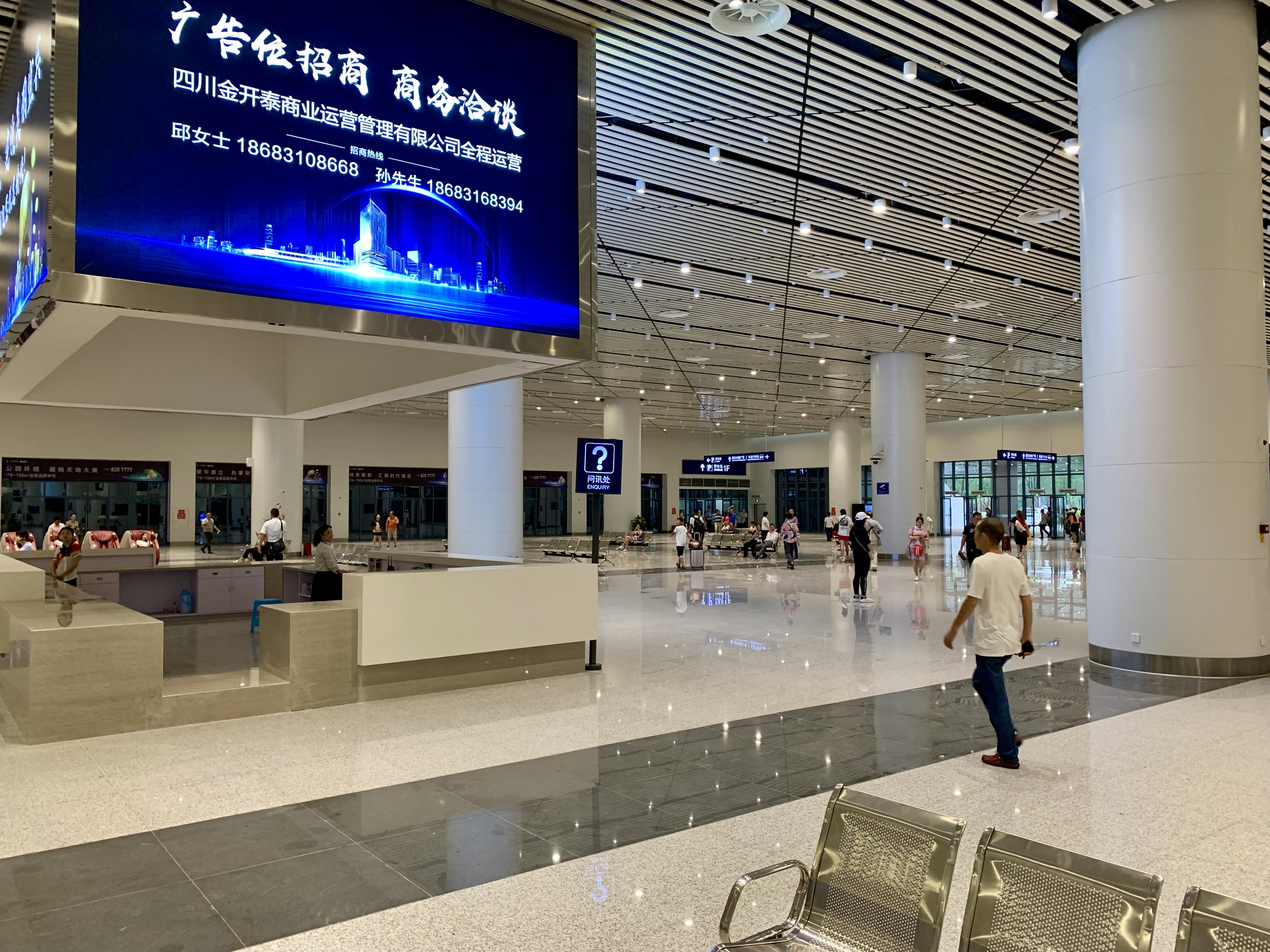
位于站前广场的综合交通集散中心
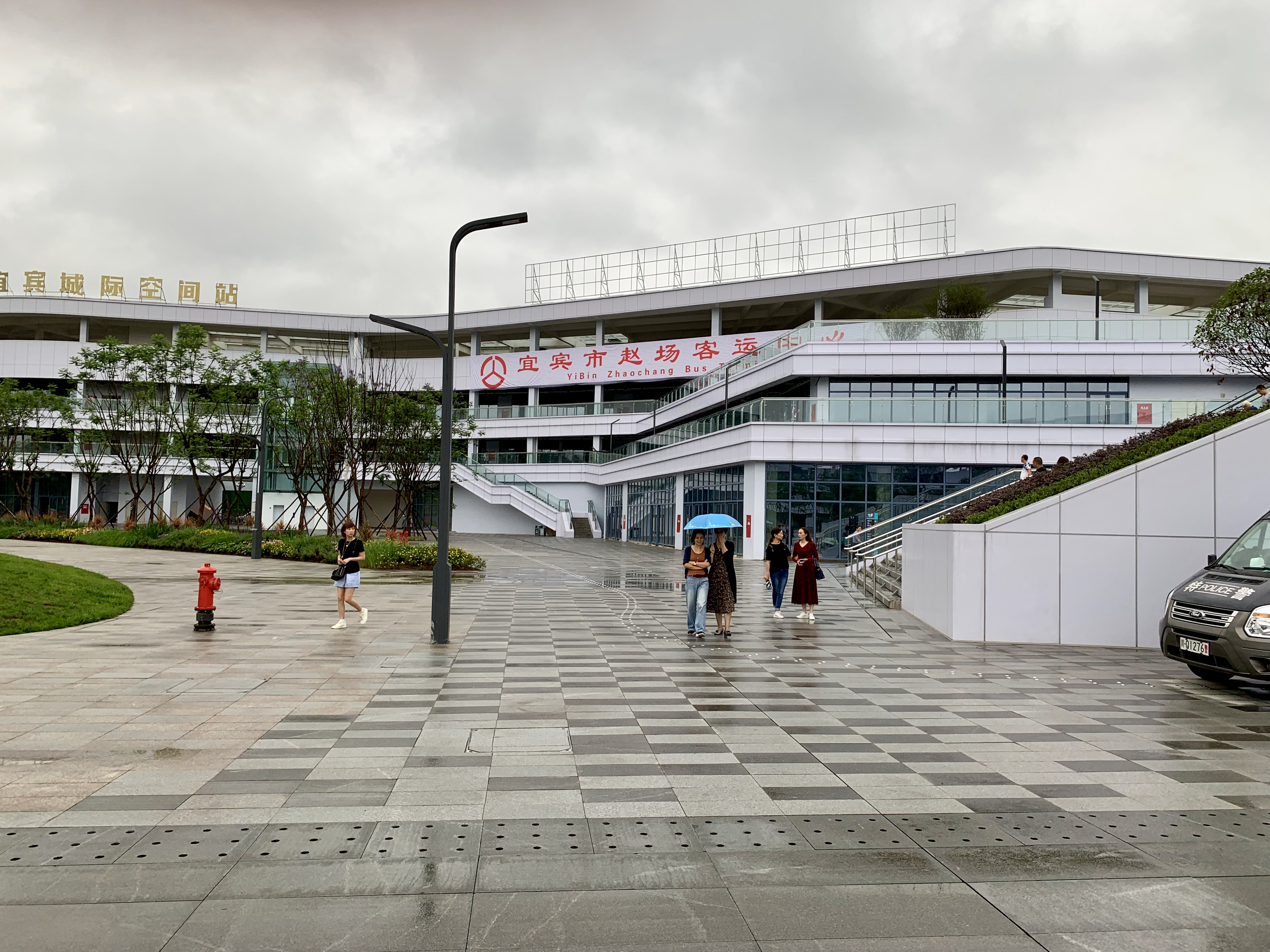
长途客运站站房侧
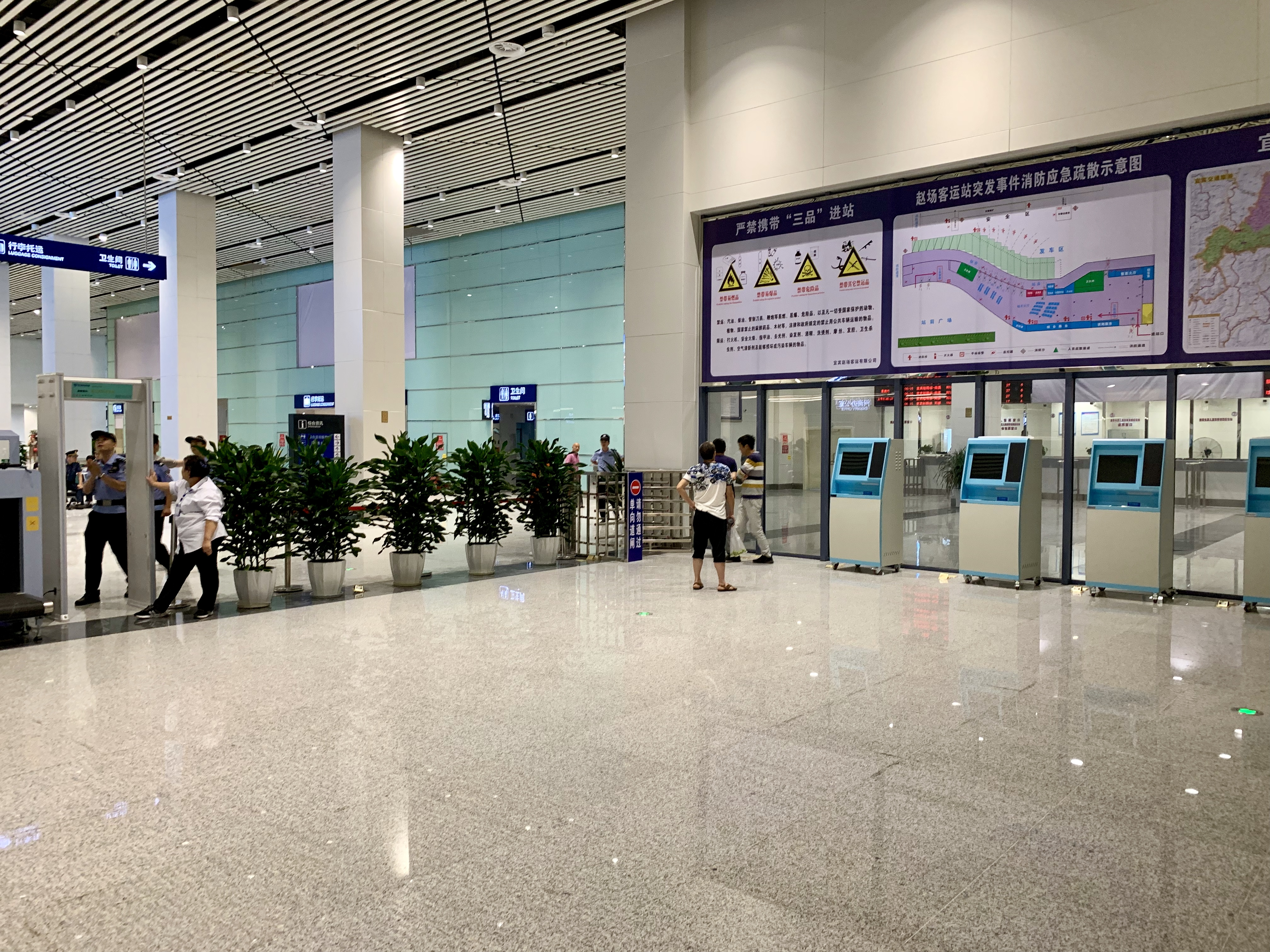
长途客运站内
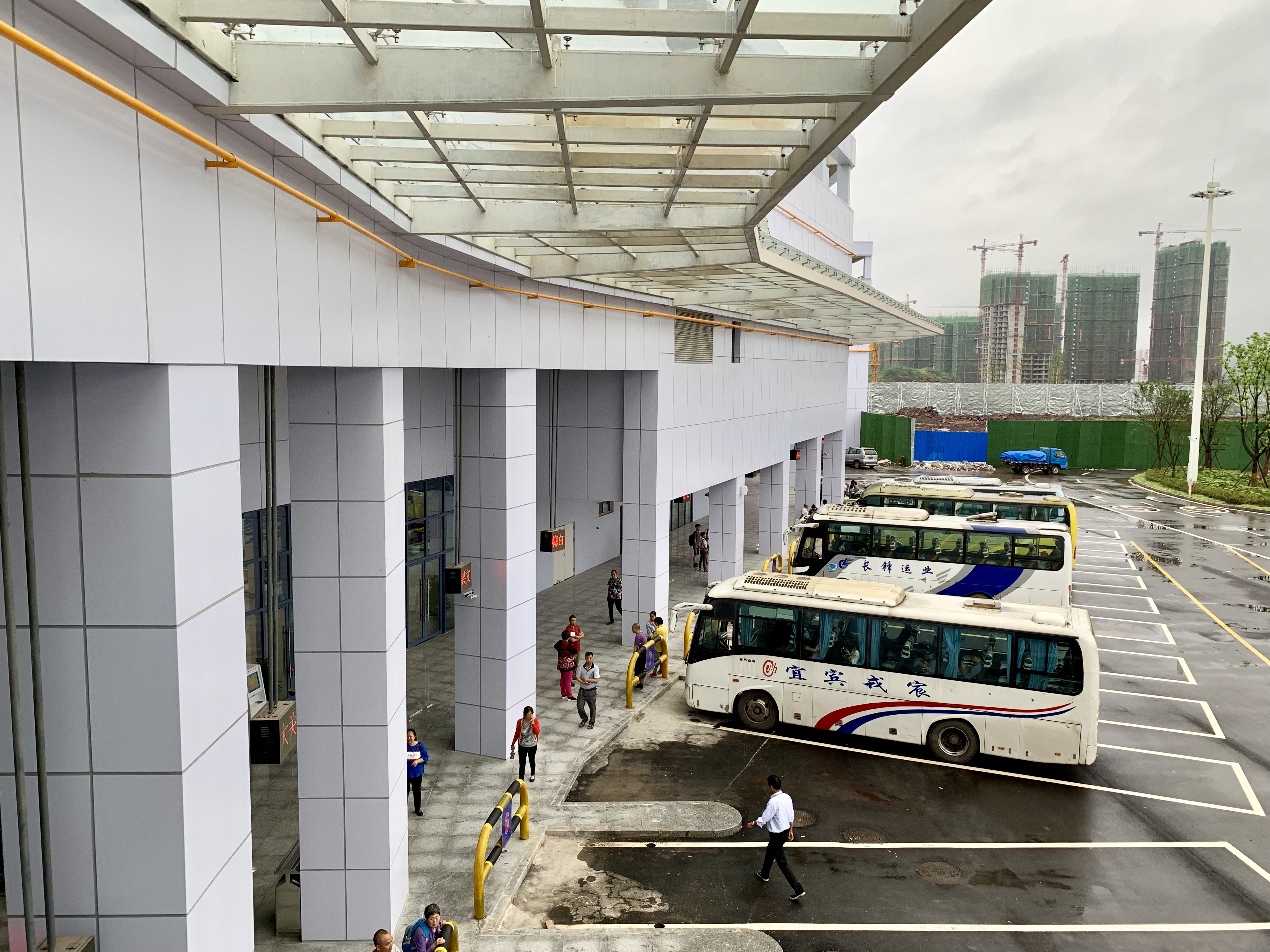
长途客运站站台侧
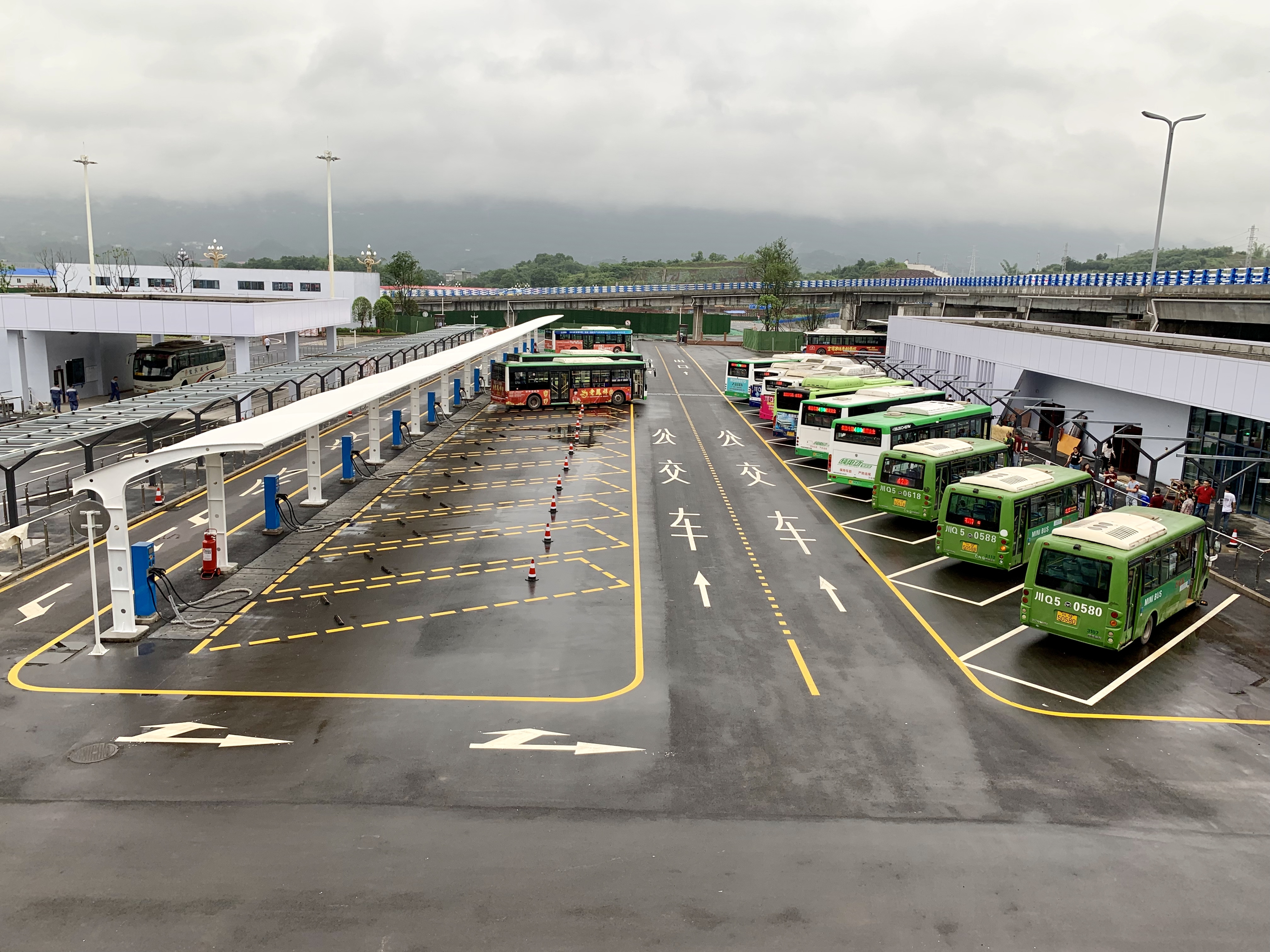
公交总站
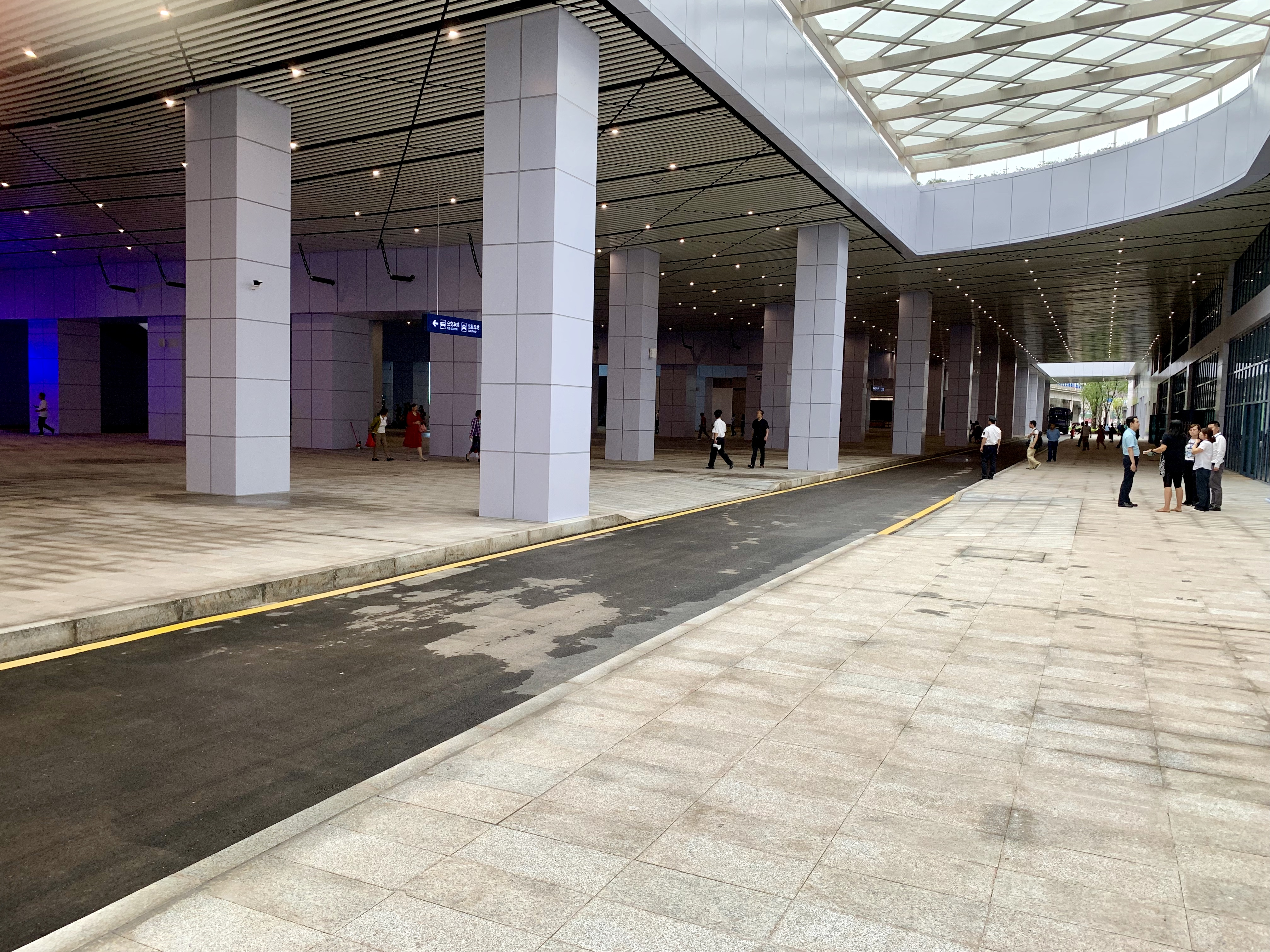
出站出租车接客通道